# Le Siège de Calais
Le Siège de Calais, nouvelle historique est un roman en deux tomes composé sous la forme d’un récit à tiroirs publié en 1739 par Mme de Tencin à La Haye chez Jean Neaulme.
"Quelqu’un prétendit que les romans qui avaient paru jusqu’alors, commençaient tous par une déclaration d’amour, et finissaient par le mariage. Madame de Tencin promit d’en ébaucher un, dont le commencement serait la conclusion des autres, et elle composa le Siège de Calais. C’est d’après cet écrit que   du Rozoy a fait sa tragédie du Siège de Calais."

## Édition moderne
- Claudine-Alexandrine de Guérin de Tencin, Le Siège de Calais : nouvelle historique, Paris, Desjonquères, 1983.  (ISBN 978-2-904227-00-4)

## Traduction
- The Siege of Calais, printed by Charles Say Junior, London, 1751 (2 Vols., in one, [2], 140; [2], 149, [1]pp.).